# パラダイスクリーク
パラダイスクリーク（Paradise Creek、1989年2月3日 - 2011年4月4日）はアメリカ合衆国の競走馬。
主な勝ち鞍は1992年のハリウッドダービー、1994年のETマンハッタンハンデキャップ、アーリントンミリオン、ワシントンDCインターナショナル。
アメリカでG1を4勝し、ジャパンカップにも出走した。馬主は西山牧場の西山正行で、引退後は日本で種牡馬として供用された。

## 戦績
1991年6月と比較的早めにデビューし、初戦で初勝利を挙げた。その後も安定した成績を残し、1992年のハリウッドダービーで初のG1制覇を成し遂げている。
このように早い段階から活躍していたが、本格化したのは5歳となった1994年である。1月のアップルトンハンデキャップ (G3) から6月のマンハッタンハンデキャップ (G1) まで6連勝。次走で敗れ連勝は止まるが、その後アーリントンミリオンステークス、ワシントンDCインターナショナルと大競走を連勝する。1番人気で臨んだブリーダーズカップ・ターフはティッカネンの3着、引退レースとなったジャパンカップでは日本の伏兵・マーベラスクラウンとの激しい叩き合いの末2着に敗れた。この年のエクリプス賞最優秀芝牡馬に選出されている。

2着に敗れたジャパンカップについて、本馬の所有者西山正行氏の息子西山茂行氏は「競馬裏事件史」の中で「筆者（茂行氏）は田原成貴に頼むつもりでいた。父は岡部がいいんじゃないかと言っていた。ところが海外参戦馬は、騎手の旅費もJRA持ち。となれば、主戦のパット・デイで・・・となった。ずっと乗ってきている人なので断る理由も希薄だった。しかし結果、パット・デイはきれいに乗りすぎて、内から差したマーベラスクラウン・南井にハナだけ敗れた。内を突く南井の競馬を知っている田原だったら、と今でも悔やまれてならない。」と語っている。

### 年度別競走成績
- 1991年（2戦1勝）
- 1992年（7戦4勝）
  - ハリウッドダービー (G1) 、ホールオブフェイムステークス (G2)
- 1993年（5戦1勝）
- 1994年（11戦8勝）
  - マンハッタンハンデキャップ (G1) 、アーリントンミリオンステークス (G1) 、ワシントンDCインターナショナル (G1) 、カナディアンターフハンデキャップ (G2) 、アーリータイムズ・ターフクラシック (G2) 、ディキシーハンデキャップ (G2) 、アップルトンハンデキャップ (G3)

## 種牡馬
引退後は日本で種牡馬入りし、カネツフルーヴやテイエムプリキュアなどを輩出した。産駒は2000メートル以下の距離で活躍する傾向にあるが、それ以外の部分ではかなり幅が広く、早熟の芝マイラーから晩成のダート馬まで様々なタイプの産駒が見られる。2009年にシンジケートを解散。2010年8月7日にこれまで繋養されていたアロースタッドから前川義則牧場へ移動した。2011年4月4日に死亡。現役時の馬主の息子である西山茂行が受けた連絡によると、放牧先で立ち上がった際に（種付け中とする記事もある）転倒して腰骨を強打し、予後不良になったという。母・ノースオブエデンの死から間もなくの出来事であった。後継種牡馬であるカネツフルーヴの初年度産駒は2008年にデビューをしている。

### 代表産駒
- 1997年産
  - カネツフルーヴ（帝王賞、川崎記念、ダイオライト記念、オグリキャップ記念）
  - ニホンピロスワン（ローズステークス）
- 1998年産
  - アサカディフィート（中山金杯、小倉大賞典（2007、2008年）、中央競馬平地競走での最高齢勝ち馬）
  - コスモリアライズ（兵庫ジュニアグランプリ）
- 1999年産
  - ニシノハナグルマ（フローラステークス）
  - ローレルアンジュ（エンプレス杯）
- 2000年産
  - ジューンパラダイス（のじぎく賞）
- 2001年産
  - ロイヤルセランガー（東海ゴールドカップ、読売レディス杯）
- 2002年産
  - スプリットメイド（リリーカップ、イノセントカップ）
- 2003年産
  - テイエムプリキュア（阪神ジュベナイルフィリーズ、日経新春杯）
  - アンバージャック（京阪杯）
- 2004年産
  - アポロティアラ（フェアリーステークス）
  - ホクザンパラダイス（姫路プリンセスカップ）
- 2005年産
  - キングサラディン（高知県知事賞）
- 2007年産
  - パラダイスラビーダ（新春ペガサスカップ、ゴールドウィング賞）

### 母の父としての産駒
- 2003年産
  - ナイキアースワーク（ユニコーンステークス）
- 2004年産
  - ドラゴンファイヤー（シリウスステークス）
- 2013年産
  - キョウエイギア（ジャパンダートダービー）

## 血統表
| パラダイスクリークの血統（ネヴァーベンド系（ナスルーラ系） / Nearco5×5=6.25%） | パラダイスクリークの血統（ネヴァーベンド系（ナスルーラ系） / Nearco5×5=6.25%） | パラダイスクリークの血統（ネヴァーベンド系（ナスルーラ系） / Nearco5×5=6.25%） | （血統表の出典） | （血統表の出典） |
| 父 Irish River 1976年 栗毛                                                     | 父の父Riverman 1969年 鹿毛                                                     | Never Bend                                                                     | Nasrullah        | Nasrullah        |
| 父 Irish River 1976年 栗毛                                                     | 父の父Riverman 1969年 鹿毛                                                     | Never Bend                                                                     | Lalun            |                  |
| 父 Irish River 1976年 栗毛                                                     | 父の父Riverman 1969年 鹿毛                                                     | River Lady                                                                     | Prince John      | Prince John      |
| 父 Irish River 1976年 栗毛                                                     | 父の父Riverman 1969年 鹿毛                                                     | River Lady                                                                     | Nile Lily        |                  |
| 父 Irish River 1976年 栗毛                                                     | 父の母Irish Star 1960年 鹿毛                                                   | Klairon                                                                        | Clarion          | Clarion          |
| 父 Irish River 1976年 栗毛                                                     | 父の母Irish Star 1960年 鹿毛                                                   | Klairon                                                                        | Kalmia           |                  |
| 父 Irish River 1976年 栗毛                                                     | 父の母Irish Star 1960年 鹿毛                                                   | Botany Bay                                                                     | East Side        | East Side        |
| 父 Irish River 1976年 栗毛                                                     | 父の母Irish Star 1960年 鹿毛                                                   | Botany Bay                                                                     | Black Brook      |                  |
| 母 North of Eden 1983年 鹿毛                                                   | 母の父Northfields 1968 栗毛                                                    | Northern Dancer                                                                | Nearctic         | Nearctic         |
| 母 North of Eden 1983年 鹿毛                                                   | 母の父Northfields 1968 栗毛                                                    | Northern Dancer                                                                | Natalma          |                  |
| 母 North of Eden 1983年 鹿毛                                                   | 母の父Northfields 1968 栗毛                                                    | Little Hut                                                                     | Occupy           | Occupy           |
| 母 North of Eden 1983年 鹿毛                                                   | 母の父Northfields 1968 栗毛                                                    | Little Hut                                                                     | Savage Beauty    |                  |
| 母 North of Eden 1983年 鹿毛                                                   | 母の母*ツリーオブノレッジ Tree of Knowledge 1977年 鹿毛                        | Sassafras                                                                      | Sheshoon         | Sheshoon         |
| 母 North of Eden 1983年 鹿毛                                                   | 母の母*ツリーオブノレッジ Tree of Knowledge 1977年 鹿毛                        | Sassafras                                                                      | Ruta             |                  |
| 母 North of Eden 1983年 鹿毛                                                   | 母の母*ツリーオブノレッジ Tree of Knowledge 1977年 鹿毛                        | Sensibility                                                                    | Hail to Reason   | Hail to Reason   |
| 母 North of Eden 1983年 鹿毛                                                   | 母の母*ツリーオブノレッジ Tree of Knowledge 1977年 鹿毛                        | Sensibility                                                                    | Pange F-No.3-h   |                  |

- 母・ノースオブエデンはシアトリカルの半妹、タイキブリザードの半姉である。本馬も含めて3頭のG1勝ち馬の母となった。
- 半弟・Wild EventはWRターフクラシックを、半弟・Forbidden Appleはマンハッタンハンデキャップを勝ち、本馬との兄弟制覇を果たした[5]。Wild Eventはシャトル先のブラジルでG1馬を輩出し、種牡馬としても成功している。
- 甥のデビッドジュニアはイギリス・UAEでG1を4勝し、2007年より日本で種牡馬となった。